# Nova Monte Verde
Nova Monte Verde é um município brasileiro do estado de Mato Grosso.

## Rodovias
- MT-208
- MT-206
- MT-417

## Últimos prefeitos eleitos
| Ano  | Prefeito            | Partido | Votos | %     | Ref   |
| ---- | ------------------- | ------- | ----- | ----- | ----- |
| 2004 | Nelson Lehrbach     | PFL     | 1.555 | 39,97 | [ 4 ] |
| 2008 | Bia                 | PP      | 1.759 | 65,29 | [ 5 ] |
| 2012 | Batata do Laticínio | PMDB    | 2.369 | 57,58 | [ 6 ] |
| 2016 | Bia                 | PMDB    | 2.085 | 50,90 | [ 7 ] |
| 2020 | Edemilson Marinho   | PP      | 1.927 | 47,80 | [ 8 ] |